# Gaël Malacarne
Pour les articles homonymes, voir Malacarne.
Gaël Malacarne, né le 2 avril 1986 à Saint-Brieuc, est un coureur cycliste français.

## Biographie
Passé professionnel en 2009 sein de l'équipe Bretagne-Schuller devenue par la suite Bretagne-Séché Environnement, il met un terme à sa carrière à l'issue de la saison 2013.
Il ouvre un commerce dans le sport après sa carrière. Il pratique ensuite le trail.

## Palmarès
- 2007
  - 2e de Redon-Redon
  - 2e de la Ronde mayennaise
- 2008
  - 3e étape du Tour du Haut-Anjou
  - 2e du Trio normand
  - 3e de la Val d'Ille U Classic 35
  - 3e du Tour des Deux-Sèvres
- 2010
  - Grand Prix Gilbert-Bousquet
  - 7e étape du Tour de Bretagne
  - 5e étape du Circuito Montañés
  - 2e du Grand Prix U
- 2011
  - Prologue du Tour Alsace (contre-la-montre par équipes)

## Classements mondiaux
| Année           | 2008 | 2009 | 2010 | 2011 | 2012 | 2013 |
| --------------- | ---- | ---- | ---- | ---- | ---- | ---- |
| UCI Africa Tour | 177e |      |      |      |      |      |
| UCI Europe Tour | 711e | 930e | 667e |      | 473e | 750e |